# Маріано II (юдик Арбореї)
Маріано II (італ. Mariano II;  бл. 1230/1240–1297) — юдик (володар) Арборейського юдикату у 1241—1297 роках.

## Життєпис
Походив з династії Серра-Бас. Син П'єтро II, юдика Арбореї. Народився близько 1230 (за іншими відомостями 1240) року в Ористано. У 1241 році після смерті батька успадкував трон. Втім через малий вік внаслідок тиску Пізанської республіки регентом став Вільгельма да Капрая, син Якобини (першої дружини П'єтро I, юдика Арбореї).
Фактична влада належала Вільгельму да Капраї, який змусив оголосити свого сина Нікколо співюдиком. 1258 року регенту вдалося домовитися з Пізою про поділ Кальярського юдикату, при цьому Арборея отримала його західні області. У 1264 році після смерті регента Маріано II став головним юдиком. 1265 році Маріано II стає громадянином Пізи, що зміцнило його становище на Сардинії. Також уклав союз з пізанським родом Герардески. 1270 року арештував Нікколо да Капрая, відновивши одноосібну владу.
Сам Маріано II одружився з представницею знатного пізанського роду. Водночас намагався маневрувати між гвельфами і гибеллінами, не підтримуючи відкрито якусь з цих партій.
Вмілими військовими та політичними кроками йому вдалося встановити владу над більше ніж половиною Сардинії. 1274 році, скориставшись боротьбою пізанців і генуезців на території колишнього Торреського юдикату захопив у замок Монфорте. Того ж року намагався захопити Кальярі, де був напівнезалежним намісником Ансельм да Капрая, проте марно. Також захопив кураторію Монтіферру до гори Акуто, розділивши Торреський юдикат на північну і південну частину. 1277 року ці приєднання визнав папа римський Іван XXI та призначив Маріано II генеральним вікарієм Торреського юдикату.
1284 році встановив союзні стосунки з Педро III, королем Арагону, зробивши для нього послугу: домігся з пізанцями щодо повернення 4 галер, захоплених біля Кальярі. 1287 року влаштував шлюб сина-спадкоємця Джованні з представницею роду Герардески. Того ж року за допомоги арагонських військ відвоював Кльярі в Ансельма да Капраї.

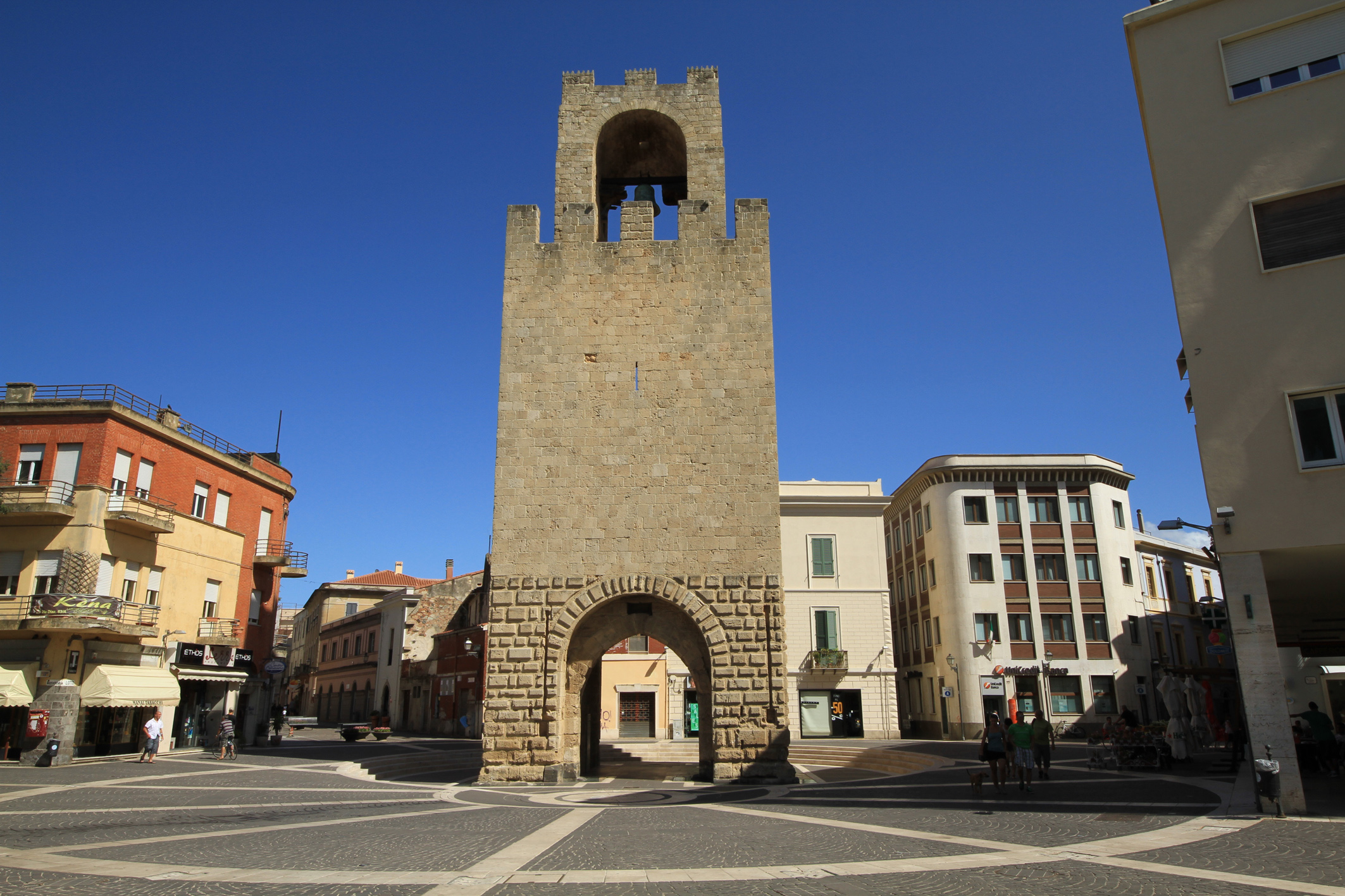
Вежа Маріано II в Ористано

Водночас сприяв розвитку сільського господарства, збільшенню добуванню корисних копалень, внаслідок чого було відкрито нові шахти. Також розбудовував столицю Ористано, звівши 1290 року там вежу. 1291 року фундував костел Св. Петра в м. Зурі.
1293 року овдовів, але невдовзі одружився з представницею роду Герардески. У 1295 році уклав союз з Пізанською комуною, спрямований проти Гвельфа делла Герардески, що володів землями Капрая. Для цього передав пізанцям 1/3 міста Кальярі. В результаті перемоги Арборейський юдикат отримав срібні копальні. Помер 1297 року, за різними відомостями від поранення або був отруєний пізанцями. Йому спадкував син Джованні I.

## Родина
1 Дружина — донька Андреотто Сарачині Кальдери
Діти:
- Джованні (д/н — 1304), юдик Арбореї
- донька

2. Дружина — донька Гвельфа делла Герардсеки
дітей не було
1 бастард